# Cynthia Kadohata
Cynthia Kadohata, née le 2 juillet 1956, est une écrivaine américaine d'origine japonaise surtout connue pour son roman jeunesse Kira-Kira (en) qui a remporté la médaille Newbery en 2005. Elle remporte le National Book Award for Young People's Literature en 2013 pour The Thing About Luck.

## Biographie
Kadohata est née à Chicago, dans l'Illinois. Elle a une sœur aînée et un jeune frère. Durant son enfance, sa famille déménage souvent, son père étant ouvrier itinérant. Elle découvre ainsi plusieurs états américains : Arkansas, Géorgie, Michigan. Alors qu'elle a 15 ans, sa famille s'installe à Los Angeles.
Elle est victime d'un grave accident de voiture en 1977. Sa convalescence lui permet de redécouvrir le plaisir de lire et de se lancer dans l'écriture. Elle est titulaire d'un BA en journalisme de l'Université de Californie du Sud obtenu en 1979. Elle suit également des programmes d'études supérieures à l'Université de Pittsburgh et à l'Université Columbia.
Sa première nouvelle publiée, Charlie O est parue dans The New Yorker en 1986. Elle sera transformée quelques années plus tard en son premier roman, The Floating World, qui est publié en 1989.
En 2004, elle publie son premier livre pour enfants : Kira-Kira (mot japonais signifiant « scintillant(e) »). Celui-ci raconte l'histoire d'une jeune fille nippo-américaine cherchant à comprendre la grave maladie et la mort de sa sœur. Ce roman lui permet de remporter la Médaille Newbery en 2005, prix récompensant le meilleur livre pour enfants américain. Confortée par ce succès, elle continue d'écrire pour les enfants,.
Weedflower, son deuxième livre jeunesse, est publié au printemps 2006. Il traite du camp d'internement de Poston (en) où son père a été emprisonné pendant la Seconde Guerre mondiale. Elle recevra le PEN USA Award pour ce roman. Son troisième roman jeunesse, Cracker! The Best Dog in Vietnam est sur la guerre du Vietnam présentée du point de vue d'un chien de guerre, et est publié en janvier 2007 chez Atheneum Books for Young Readers (en).
En 2013, elle reçoit le National Book Award for Young People's Literature pour The Thing About Luck. Le roman suit le récit d'une enfant malchanceuse. À la suite d'un impératif, ses parents la confie, elle et son petit frère, à leurs grands-parents et s'envolent pour le Japon. C'est la saison des récoltes, elle doit alors aider aux travaux et faire face à une grand-mère stricte. Pour stopper sa malchance, elle décide de changer, même si cela doit déplaire à sa grand-mère.
Kadohata vit à Los Angeles avec son petit ami, son fils et ses chiens,.

## Récompenses
- 2005 : Médaille Newbery pour Kira-Kira.
- 2005-2006 : Asian/Pacific American Awards for Literature (en) pour Kira-Kira[8].
- 2006 : PEN USA Award pour Weedflower.
- 2007 : Jane Addams Children's Book Award (en) (Book for Older Children) pour Weedflower[9].
- 2013 : National Book Award for Young People's Literature pour The Thing About Luck.
- 2013-2014 : Asian/Pacific American Awards for Literature (en) pour The Thing About Luck[8].

## Œuvres
- (en) The Floating World, Viking, 1989
- (en) In the Heart of the Valley of Love, Viking, 1992suite de The Floating World
- (en) The Glass Mountains, White Wolf Pub, 1995illustré par Terese Nielson et Larry S. Friedman
- (en) Kira-Kira, Atheneum, 2004Médaille Newbery 2005
- (en) Weedflower, Atheneum, 2006PEN USA Award
- (en) Cracker! The Best Dog in Vietnam, Atheneum, 2007
- (en) Outside Beauty, Atheneum, 2008
- (en) A Million Shades of Gray, Atheneum, 2010
- (en) The Thing About Luck, Atheneum, 2013National Book Award for Young People's Literature
- (en) Half a World Away, Atheneum, 2014
- (en) Checked, Atheneum, 2018
- (en) A Place to Belong, Atheneum, 2019
- (en) Saucy, Atheneum, 2020